# Saint-Connan
Saint-Connan (bret. Sant-Konan) – miejscowość i gmina we Francji, w regionie Bretania, w departamencie Côtes-d’Armor.
Według danych na rok 1990 gminę zamieszkiwało 331 osób, a gęstość zaludnienia wynosiła 24 osoby/km² (wśród 1269 gmin Bretanii Saint-Connan plasuje się na 925. miejscu pod względem liczby ludności, natomiast pod względem powierzchni na miejscu 710.).